# Divinésia
Divinésia is een gemeente in de Braziliaanse deelstaat Minas Gerais. De gemeente telt 3.409 inwoners (schatting 2009).

## Aangrenzende gemeenten
De gemeente grenst aan Paula Cândido, Senador Firmino, Ubá en Visconde do Rio Branco.